# Stenopsychodes opsius
Stenopsychodes opsius är en nattsländeart som beskrevs av Arturs Neboiss 1974. Stenopsychodes opsius ingår i släktet Stenopsychodes och familjen Stenopsychidae. Inga underarter finns listade i Catalogue of Life.